# Heliotropium angiospermum
Heliotropium angiospermum là loài thực vật có hoa trong họ Mồ hôi. Loài này được Murray mô tả khoa học đầu tiên năm 1770.